# Solex (musicista)
Solex, pseudonimo di Elisabeth Esselink (Delft, 14 agosto 1965), è una musicista olandese.
Il suo stile è un eclettico techno-pop a bassa fedeltà costruito sui campionamenti.

## Biografia
Dopo aver suonato nei Sonetic Vet, un gruppo indie pop, Solex iniziò a registrare musica adottando frammenti sonori ricavati dagli album del suo negozio di dischi utilizzando un registratore a otto tracce e un vecchio campionatore. Dopo aver debuttato con Solex Vs. the Hitmeister (1998), Solex pubblicò Pick Up (1999) e Low Kick and Hard Bop (2001), considerato il suo album migliore. In seguito, l'artista olandese si avvalse della collaborazione di Jon Spencer e Cristina Martinez su Amsterdam Throwdown King Street Showdown! (2010).

## Discografia

### Album
- 1998 – Solex vs. Hitmeister
- 1999 – Pick Up
- 2001 – Low Kick and Hard Bop
- 2004 – The Laughing Stock of Indie Rock
- 2005 – In the Fishtank 13
- 2010 – Amsterdam Throwdown King Street Showdown! (con Jon Spencer e Cristina Martinez)
- 2013 - Solex Ahoy! The Sound Map Of The Netherlands

### Singoli ed EP
- 1998 - Solex All Licketysplit
- 1998 - Whole Wide World · You're So Square (con Laptop)
- 1998 - Fall Semester Abroad (con 198$$*)
- 1999 - Randy Constanza
- 2000 - Athens Ohio